# Exellia scamnopetala
Exellia scamnopetala là loài thực vật có hoa thuộc họ Na. Loài này được (Exell) Boutique mô tả khoa học đầu tiên năm 1951.